# Kathedraal van Catania

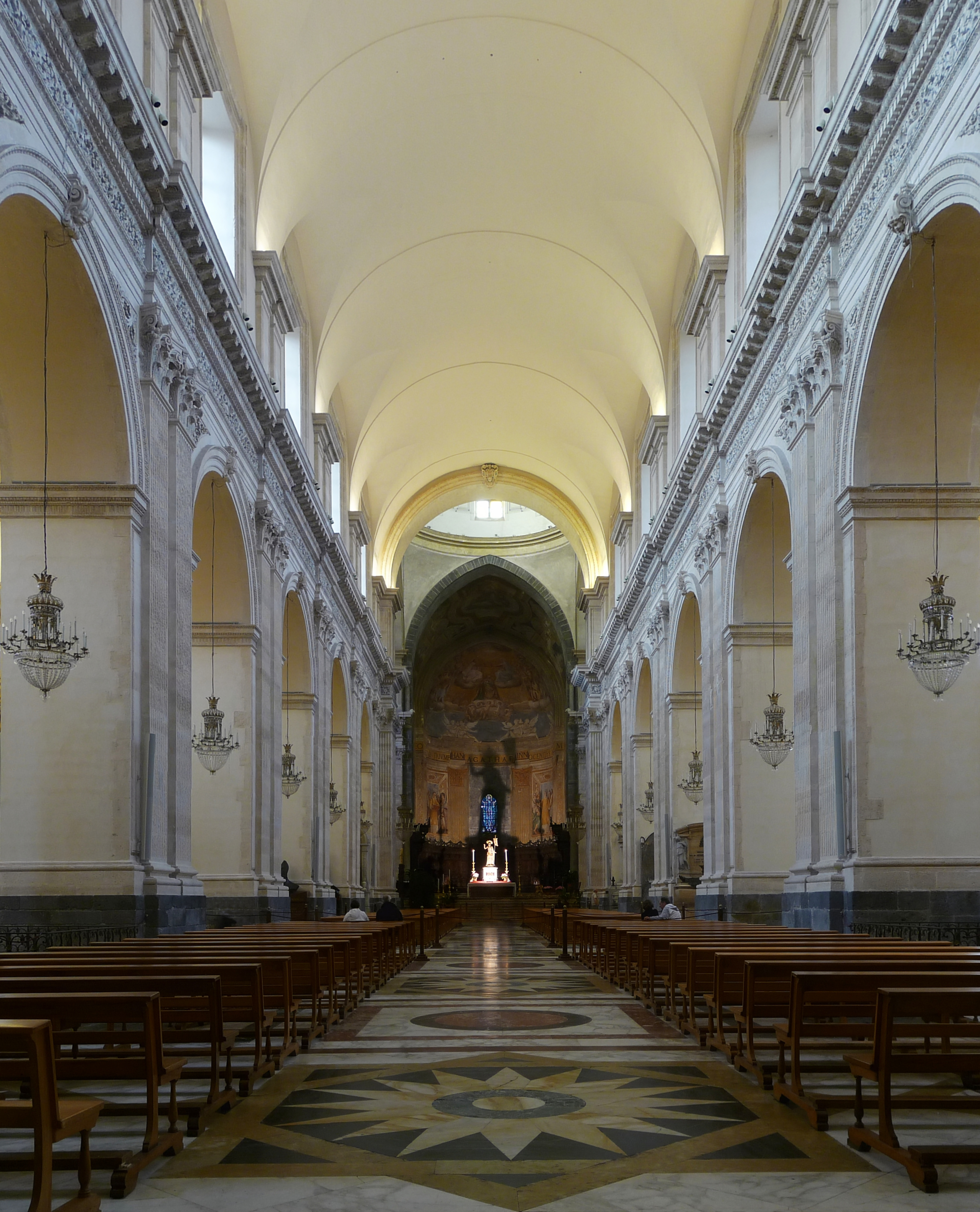
Het middenschip

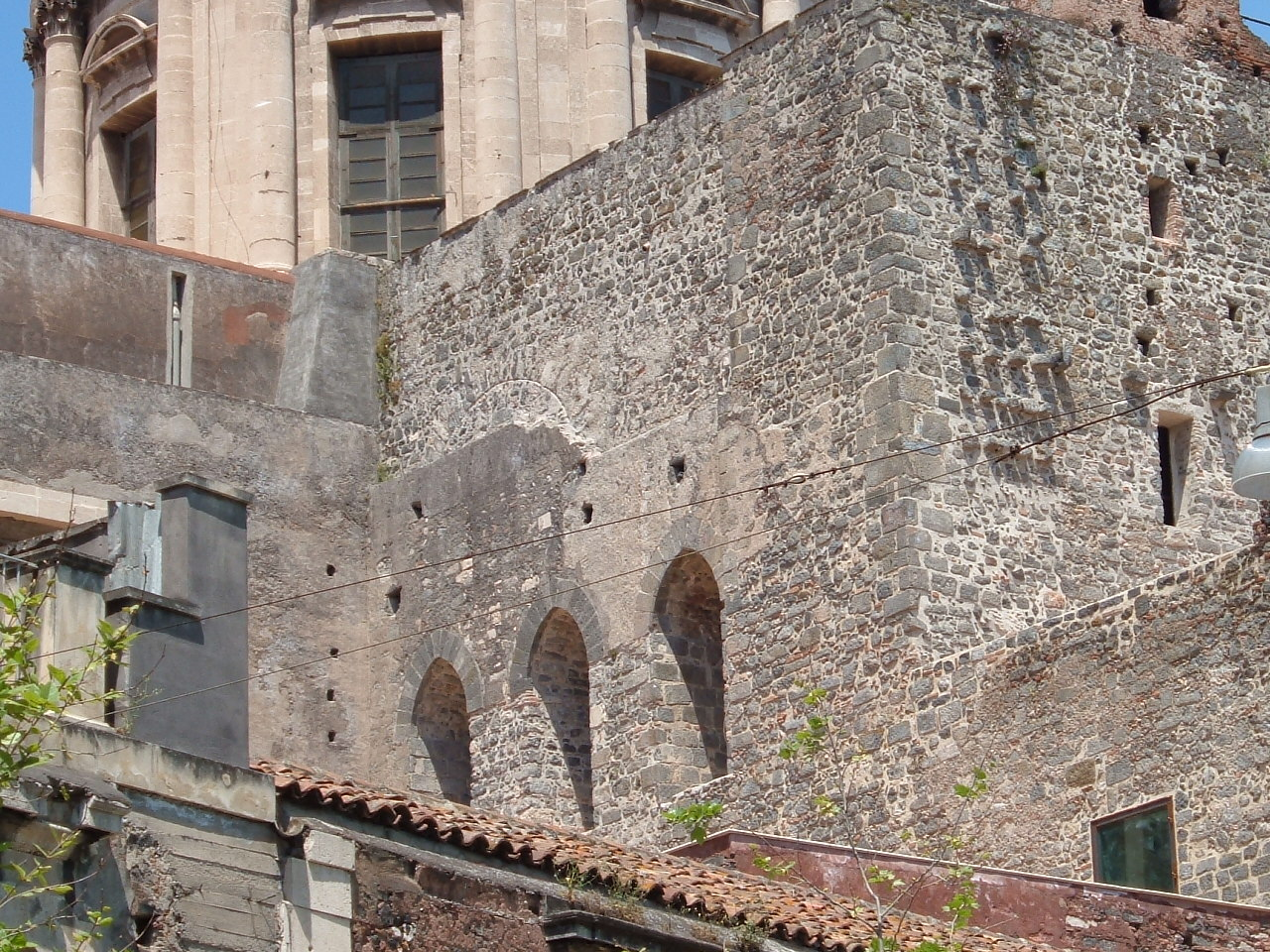
Behouden deel van de Normandische kerk

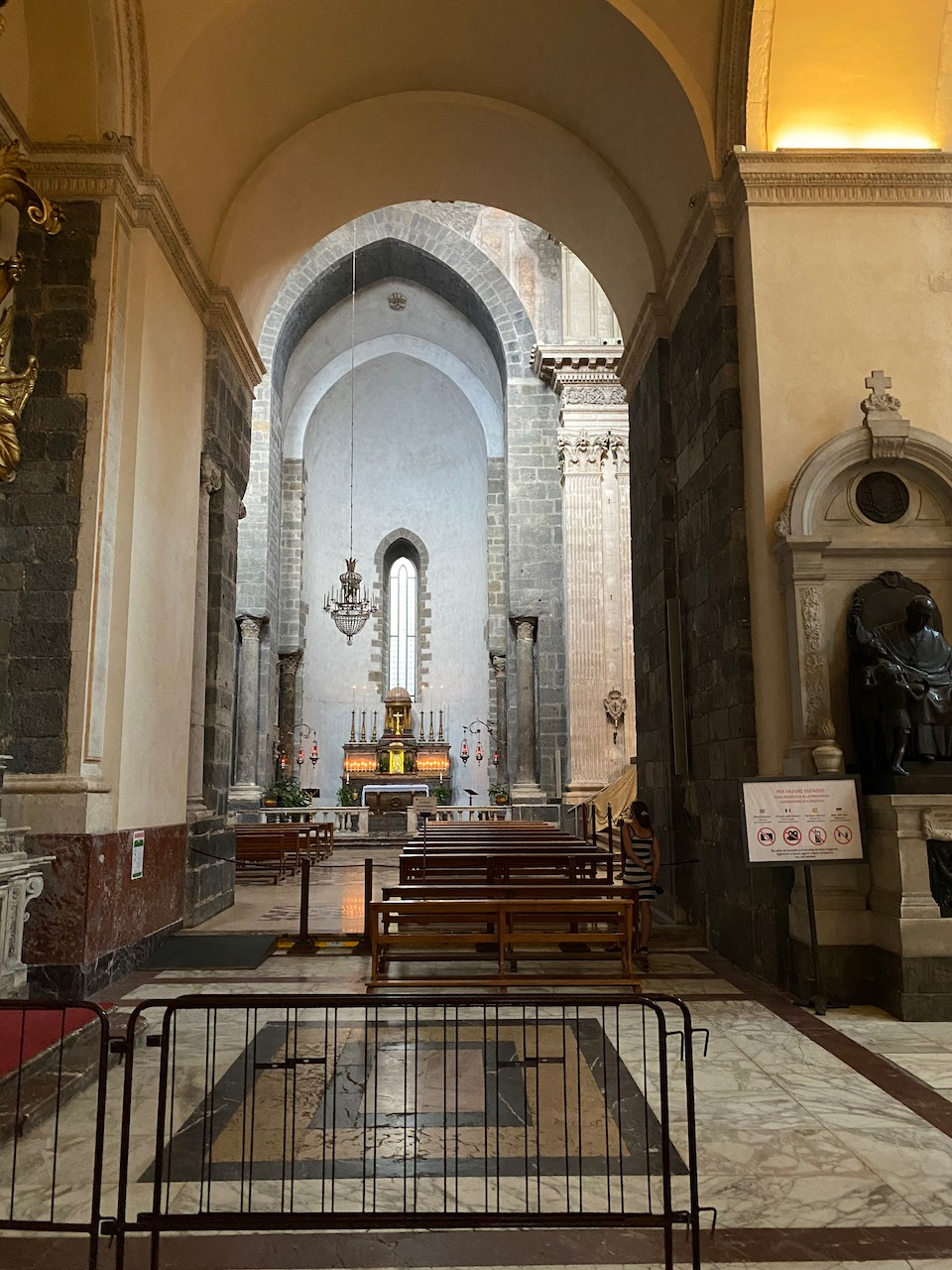
Linkertransept met zichtbare Normandische spitsbogen

De Kathedraal van Catania (Italiaans: Cattedrale di Sant'Agata) is de kathedraal van het aartsbisdom Catania. De kathedraal in de stad Catania op Sicilië staat aan de oostzijde van het Piazza del Duomo, en is gewijd aan Agatha van Sicilië, de beschermheilige van de stad.

## Geschiedenis
De kathedraal is meermalen verwoest door aardbevingen en uitbarstingen van de nabijgelegen Etna. De oudste kerk op deze locatie werd in de jaren 1078-1093 gebouwd op de ruïnes van de antieke Romeinse "thermen van Achilles". Rogier I gaf opdracht tot de bouw van de kerk nadat hij Catania had veroverd op het islamitische Emiraat Sicilië en het bisdom Catania oprichtte volgens Latijnse ritus. Ansgerius was er de eerste bisschop-abt en was tevens heer van Catania.
In 1169 werd de kerk bijna volledig verwoest door een aardbeving, waardoor alleen de apsis intact bleef. De kerk raakte verder beschadigd door een brand in 1169, maar de meest rampzalige gebeurtenis was de aardbeving van 1693, die naast de kathedraal bijna de gehele stad verwoestte. De kathedraal werd in de daaropvolgende jaren herbouwd in de stijl van de Siciliaanse barok.

## Exterieur
Het huidige aanzien van de kerk stamt uit de 18e eeuw en is uitgevoerd naar de plannen van Giovanni Battista Vaccarini. De façade bestaat uit drie niveaus met Korinthische granieten zuilen. De gevel is gedecoreerd met marmeren standbeelden van Sint-Agatha boven de ingang, Sint-Euplius rechts en Sint-Birillus links. De houten deur van de hoofdingang heeft 32 gebeeldhouwde panelen met daarop episoden uit het leven van de heilige Agatha, wapenschilden van pausen en christelijke symbolen. 
De koepel dateert uit 1802. De klokkentoren werd oorspronkelijk in 1387 gebouwd met een hoogte van ongeveer 70 meter. In 1662 werd er een uitkijkpost toegevoegd waardoor de toren een hoogte bereikte van 90 meter. Tijdens de aardbeving stortte de toren in. Pas in de 19e eeuw werd hij herbouwd door Carmelo Sciuto Patti. In de 70 meter hoge toren hangt de op twee na grootste kerkklok van Italië, na die van de Sint-Pietersbasiliek in Rome en die van de Dom van Milaan.
Het voorhof van de kathedraal wordt gescheiden van het Piazza del Duomo door een smeedijzeren hek, versierd met bronzen beelden van tien heiligen. De tuin aan de noordzijde van de kathedraal wordt omringd door een marmeren balustrade die is versierd met vijf grote standbeelden van heiligen in carraramarmer.

## Interieur
Het interieur van de kathedraal is door pilaren in drie schepen verdeeld. In de middelste apsis staat het hoofdaltaar, in de linker apsis bevindt zich de Sacramentskapel en in de rechter apsis bevindt zich de kapel van de heilige Agatha. In die kapel worden in een met juwelen versierde zilveren reliekschrijn de relikwieën van de heilige Agatha bewaard. 
Aan de zuidzijde van het transept bevindt zich de Kapel van de heilige crucifix met sarcofagen van leden van het Aragonese koningshuis, onder wie: Frederik II, Lodewijk, Frederik III en Constantia. In de kathedraal bevindt zich ook het graf van de componist Vincenzo Bellini.
Tegenwoordig stammen nog delen van het transept en de halfronde apsis uit de Normandische tijd, herkenbaar aan de spitsbogen en de hoekzuilen, die ten tijde van Rogier I uit het Romeinse theater van Catania zijn gehaald.

## Afbeeldingen

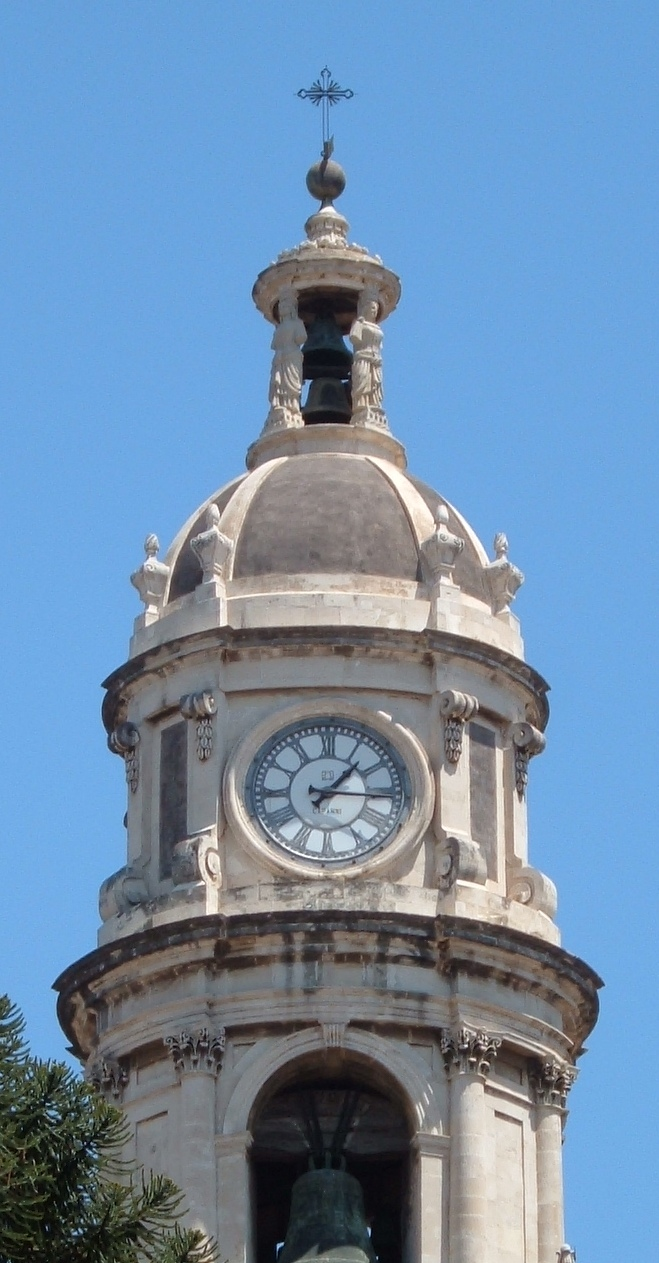
De klokkentoren
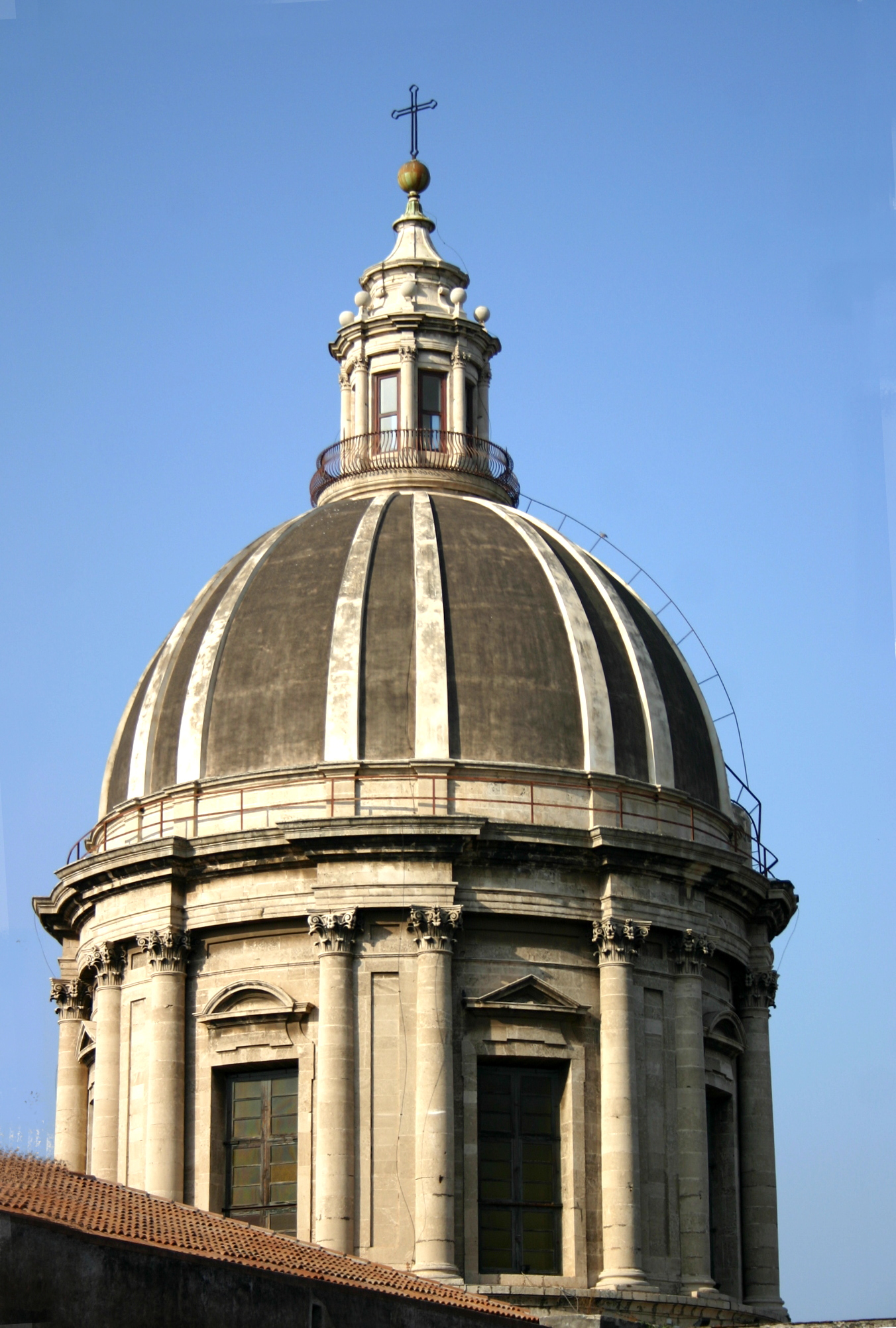
De koepel
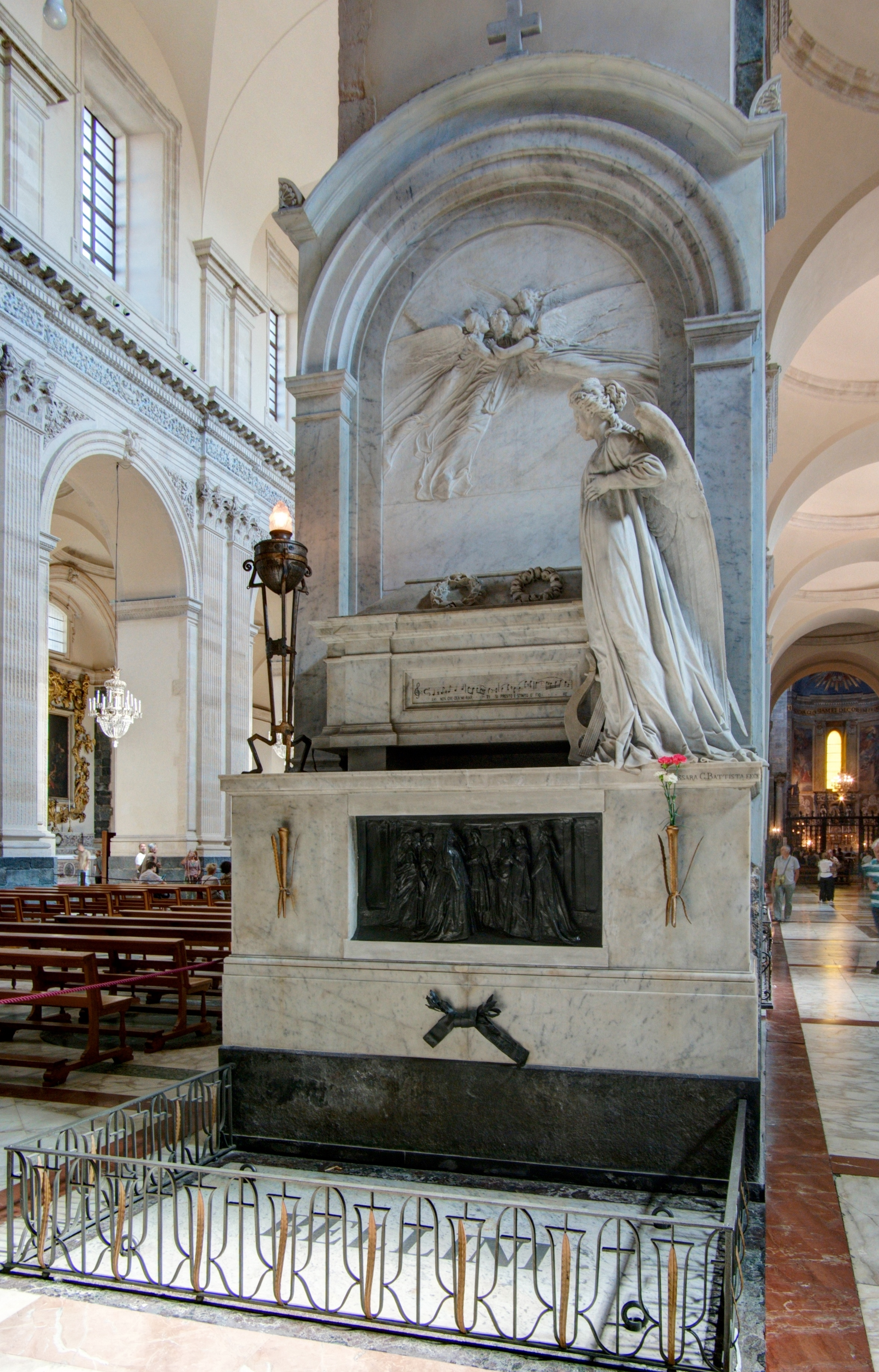
Graf van Bellini
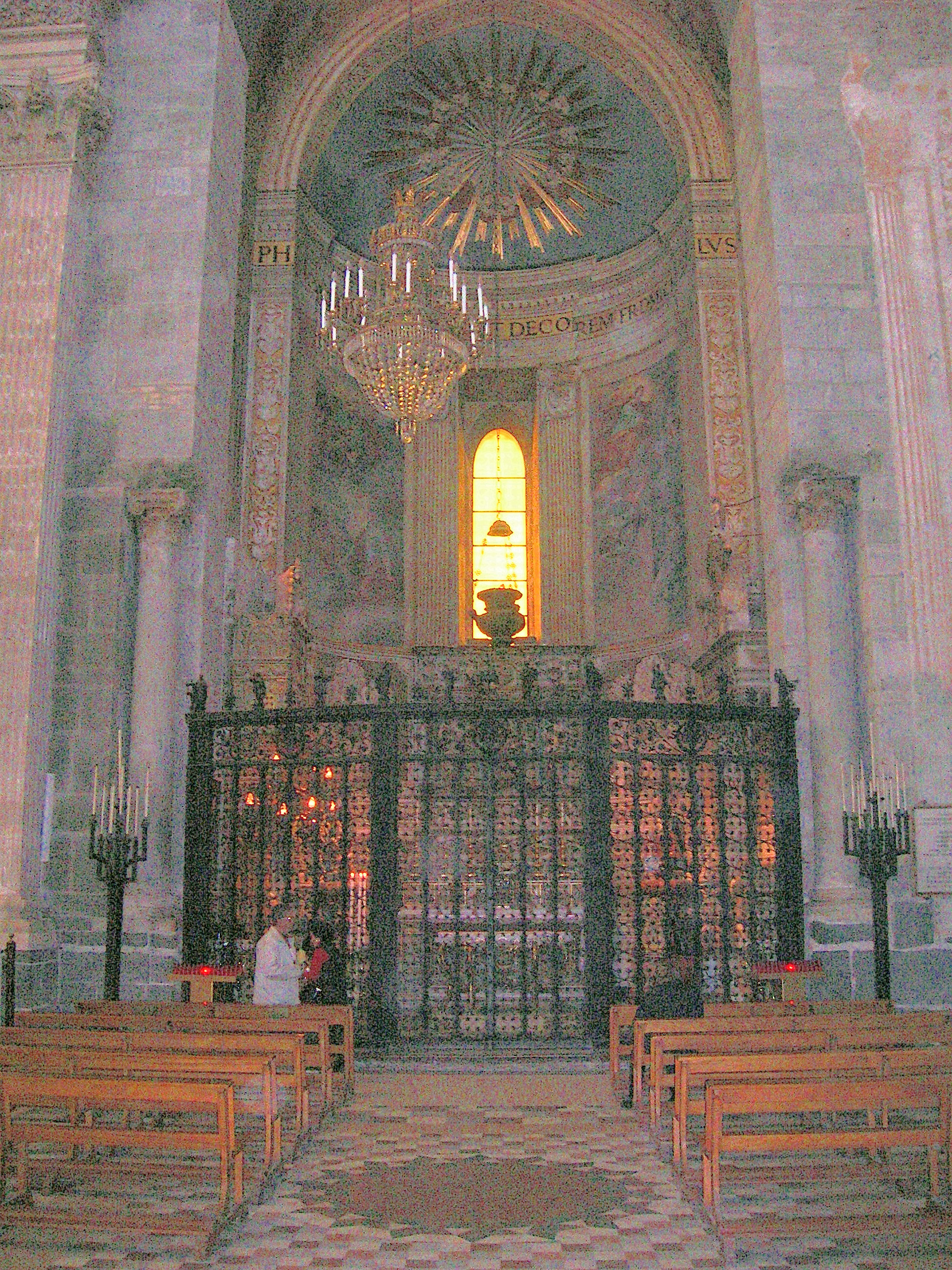
Kapel van Sint-Agatha